# 董恭禮
董恭禮（？—？），浙江奉化人，徙居鄞縣，明朝政治人物，進士政治人物。

## 生平
洪武二十四年（1391年）董恭禮中式辛未科二甲進士。但以母老，歸鄉養親。其母去世後，正值成祖即位，董恭禮本有出仕機會，卻仍以守墓廬為由，終老故鄉。在當地有孝子之譽。清光緒《鄞縣志》附其事於同榜進士陳宗問傳後。明末抗清志士董志寧是其後裔。